# 't Veerhuis
't Veerhuis là một nhà hàng không còn tồn tại ở Wolphaartsdijk, Hà Lan. Đây là một nhà hàng ăn uống cao cấp đã được trao một sao Michelin vào năm 1975 và duy trì xếp hạng đó cho đến năm 1988. Nó một lần nữa được trao một sao Michelin vào năm 2008 và 2009.
Trong thời kỳ được trao ngôi sao đầu tiên, chủ sở hữu và bếp trưởng là Fred van Mierlo.
Trong thời kỳ ngôi sao thứ hai, nhà hàng được điều hành bởi Marianne và Co Simmers. Họ quyết định chuyển nhà hàng đến Goes. Điều đó đã được thực hiện và nhà hàng, được đổi tên thành "Simmers & Co", đóng cửa sau một năm kinh doanh.
Các cựu bếp trưởng là Edwin Dingemanse (2009-2010) và Michel Louws (2005-2009).
Năm 2011, tòa nhà cũ của 't Veerhuis một lần nữa trở thành nhà hàng được trao sao Michelin. Nhà hàng Katseveer đã phải chuyển đi do một cuộc cải tạo lớn của chính tòa nhà. Từ tháng 4 đến tháng 8, nhà hàng hoạt động ở Wolphaartsdijk, sau đó nó chuyển về Wilhelminadorp.